# فرد شيرمان
فرد شيرمان (بالإنجليزية: Fred Sherman)‏ هو ممثل أمريكي، ولد في 14 مايو 1905 في الولايات المتحدة، وتوفي بنفس المكان في 20 مايو 1969.

## أعمال

### أفلام
- (1947) الباعة المتجولون
- (1959) البعض يفضلونها ساخنة

## وصلات خارجية
- فرد شيرمان على موقع IMDb (الإنجليزية)
- فرد شيرمان على موقع أول موفي (الإنجليزية)
- فرد شيرمان على موقع قاعدة بيانات الأفلام السويدية (السويدية)
- فرد شيرمان على موقع قاعدة بيانات الفيلم (الإنجليزية)
- فرد شيرمان على موقع كينوبويسك (الروسية)